# Катастрофа на „Бийчкрафт 1900“ на „Еър Сейнт Мартин“ през 1995 г.
На 7 декември 1995 г. двутурбовитлов пътнически самолет „Бийчкрафт 1900D“ изпълнява чартърен полет от летище „Кайен – Феликс Ебуе“, Кайен, Френска Гвиана, до международното летище „Тусен Лувертюр“, Порт о Пренс, Хаити, с планирано междинно кацане на международното летището „Поант а Питр“, Поант а Питр, Гваделупа. Машината е собственост на „Еър Сейнт Мартин“ и е регистрирана като F-OHRK. Самолетът е нает от правителството на Франция с цел превозване на нелегални мигранти в Хаити от френска територия, но на път към Порт о Пренс се разбива и убива всички 18 пътници и двама членове на екипажа на борда.
Разследващите установяват, че самолетът се отклонява с около 18 км от курса си и се блъска в планина на височина от 1530 м, след като получава разрешение от контрола на въздушното движение да се спусне до височина от 1200 м.